# Elf Novembermuseum
Het Elf Novembermuseum is een Belgisch oorlogsmuseum te Nazareth.

## Geschiedenis

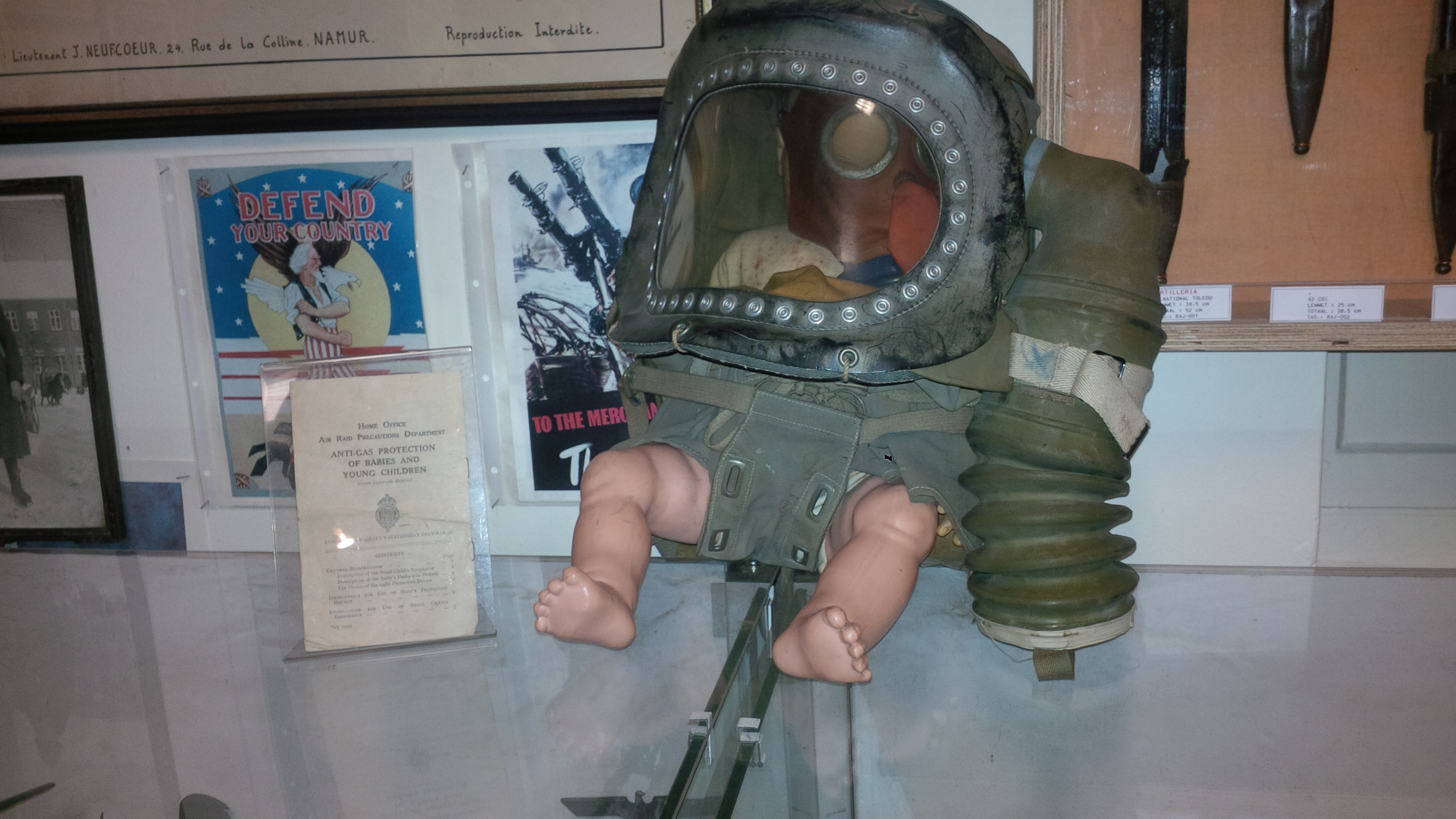
Een babygasmasker

### Rustoord
Het burgerlijk godshuis van Nazareth dateert uit de periode 1878. De gevel van het huis kreeg een neogotisch uiterlijk, waardoor het een authentieke en historische uitstraling heeft. Het huis werd gebouwd op de plaats waar het Wielekinebos stond, vandaar dat het de naam Wielekine draagt. Het huis diende een eeuw lang als opvangtehuis voor de bejaarde inwoners van Nazareth. In 1998 kregen de bejaarden een andere locatie toegewezen: een pasgebouwd pand in de Stropstraat.

### Museum
Het gebouw dient als tentoonstellingsruimte van Heemkring Scheldeveld. Hier worden oude werktuigen tentoongesteld. In juni 2001 werd het omgevormd tot het huidige oorlogsmuseum.

## Organisatie
Het brein achter het oorlogsmuseum bestaat uit een drietal teamleden die instaan voor de organisatie van het museum. De verzameling  werd vooral aangevuld door schenkingen, militarybeurzen en de overname uit private collecties. Bij het sluiten van de deuren van kledingboetiek John's uit Deinze werden de paspoppen overgekocht om gebruikt te worden voor de tentoonstelling van de vele kostuums die eerder zorgvuldig bewaard werden.

## Collectie

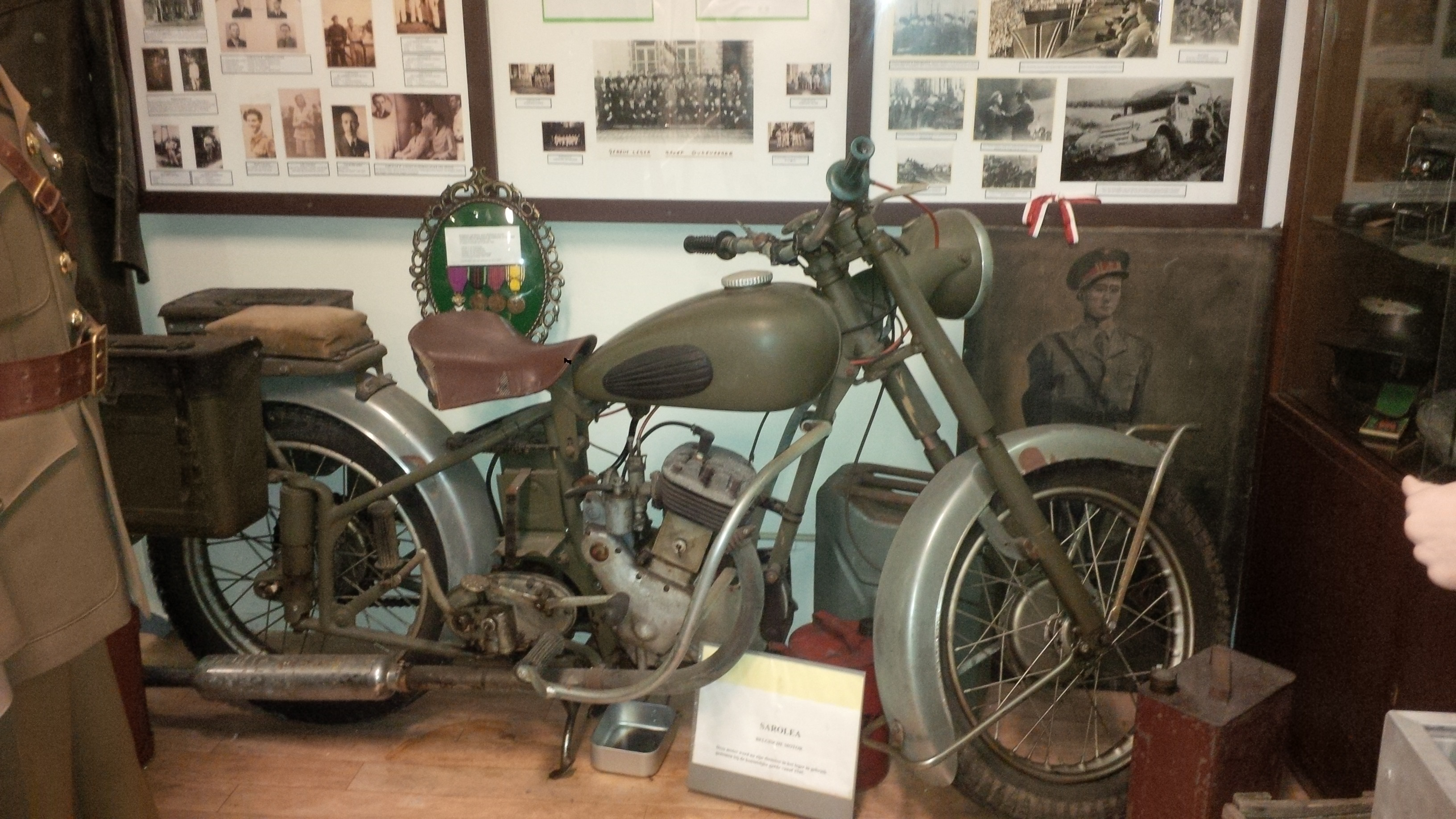
Een legerbrommer uit de Tweede Wereldoorlog

### Eerste Wereldoorlog
Het museum geeft informatie over gebeurtenissen uit de Eerste Wereldoorlog. De aandacht gaat hierbij uit naar de slag om de Edemolen en de rol die kapitein Camiel Fremault en vijf van zijn rijkswachters en vijf vrijwilligers van het Linie-regiment speelden in de strijd tegen een bedreiging van de Duitse eenheid.

### Tweede Wereldoorlog
Het museum beschikt over een uitgebreide collectie rond de gebeurtenissen uit de Tweede Wereldoorlog. Hierbij wordt aandacht gegeven aan de geschiedenis rond de tragische  gebeurtenissen tijdens de Achttiendaagse Veldtocht uit Vinkt en Meigem, deelgemeenten van Deinze, waar de plaatselijke burgerbevolking in mei 1940 te lijden had onder het Duitse leger. Er is documentatie terug te vinden over het dodenmonument, de executiemuur, de 86 geëxecuteerden en de 140 burgers die om het leven kwamen. Een rijk archief van foto's, getuigenissen en documenten zijn er tentoongesteld. Een panorama illustreert de verwoesting van het landschap ten tijde van de invasie van Normandië op 6 juni 1944 tijdens de Tweede Wereldoorlog.

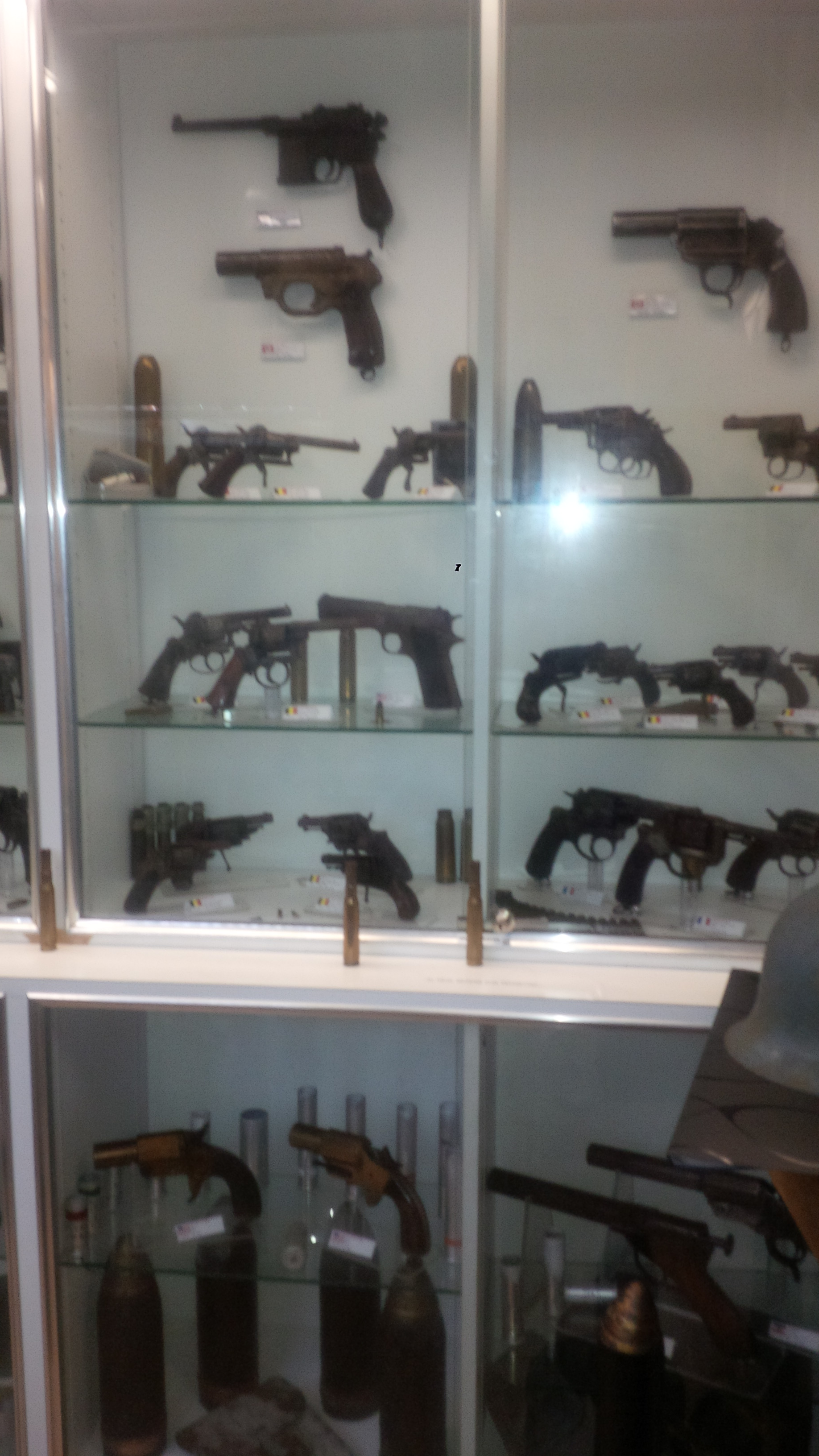
In de oorlog gebruikte wapens